# Szeuadzskaré Hori
Szeuadzskaré Hori (más néven II. Szeuadzskaré vagy II. Hori) az ókori egyiptomi XIII. dinasztia uralkodója. Közép- és Felső-Egyiptom fölött uralkodott öt évig, i. e. 1669–1664 vagy 1648–1643 között.

## Említései
Szeuadzskaré Hori csak a torinói királylistáról ismert, ahol neve a 7. oszlop 8. sorában (Gardiner és von Beckerath olvasata szerint a 7. oszlop 7. sorában) szerepel. Uralkodói neve Szeuadzskaré, személyneve Hori. Jürgen von Beckerath szerint az ő neve szerepel egy El-Todban talált kövön, melyre a Szeuadzs[…]ré nevet vésték, mivel azonban a második átmeneti korban két másik uralkodó is van ezzel az uralkodói névvel, ez nem biztos.

## Személyazonossága
Szeuadzskaré Hori nem tévesztendő össze sem a XIII. dinasztia elején uralkodott Szeuadzskaréval, sem a XIV. dinasztiához tartozó III. Szeuadzskaréval; mindketten rövidebb ideig uralkodtak, mint Hori.

## Fordítás
- Ez a szócikk részben vagy egészben  a   Sewadjkare Hori című angol Wikipédia-szócikk ezen változatának fordításán alapul.  Az eredeti cikk szerkesztőit annak laptörténete sorolja fel. Ez a jelzés csupán a megfogalmazás eredetét és a szerzői jogokat jelzi, nem szolgál a cikkben szereplő információk forrásmegjelöléseként.